# Plumetot
Plumetot är en kommun i departementet Calvados i regionen Normandie i norra Frankrike. Kommunen ligger i kantonen Douvres-la-Délivrande som ligger i arrondissementet Caen. År 2022 hade Plumetot 203 invånare.

## Befolkningsutveckling
Antalet invånare i kommunen Plumetot
Referens:INSEE